# Hwasong 5
Le Hwasong-5 est un missile balistique tactique nord-coréen dérivé du missile soviétique R-17 Elbrus (en). Il s'agit de l'un des nombreux missiles portant le code OTAN Scud.

## Historique
La Corée du Nord obtient ses premiers missiles R-17 (en) d’Égypte en 1979 ou 1980, en échange d’une assistance pendant la guerre du Kippour. Alors que les relations avec l’Union soviétique sont plutôt tendues à l’époque et que l’aide chinoise se révèle peu fiable, les nord-coréens se mettent à procéder à la rétro-ingénierie des missiles égyptiens. Ce processus s'accompagne de la construction d'une infrastructure de construction de missiles, dont les principaux éléments sont l'usine 125 à Pyongyang, un institut de recherche et développement à Sanum-dong et l'installation de lancement de Musudan-ri.
Les premiers prototypes de missiles sont achevés en 1984. Désignés Hwasong-5 et connus en Occident sous le nom de "Scud Mod. A", ils sont identiques aux R-17E obtenus de l'Égypte. Les premiers vols d'essai ont lieu en avril 1984, mais la première version ne connaît qu'une production limitée, et aucun déploiement opérationnel, car son objectif est uniquement de valider le processus de production.
La production de la version définitive du Hwasong-5 ("Scud Mod. B" ou "Scud-B") commence à un rythme lent en 1985. La version incorpore plusieurs améliorations mineures par rapport à la conception soviétique originale. La portée d'une ogive de 1 tonne est augmentée de 300 à 340 kilomètres et le moteur Isayev est légèrement modifié. Une gamme de charges utiles est développée, comprenant notamment des ogives explosives (HE), à fragmentation, chimiques et éventuellement biologiques. Tout au long du cycle de production, jusqu'à son retrait progressif au profit du Hwasong-6 en 1989, les constructeurs nord-coréens apportent de petites améliorations, notamment au système de guidage, mais les détails exacts sont inconnus.
Une variante avec maniabilité terminale est testée le 26 août 2017. Les services de renseignement américains qualifient le missile amélioré de "KN-21". Bien que la maniabilité du missile le rende plus précis, peu de tests sont effectués et il n'est plus vu depuis août 2017, ce qui suggère que peu de progrès ont été réalisés et que la Corée du Nord est peut-être passée à des conceptions de missiles entièrement nouvelles comme le KN-23,.

## Export
En 1985, l’Iran acquiert 90 à 100 missiles Hwasong-5 à la Corée du Nord dans le cadre d’un accord d’une valeur de 500 millions de dollars. Dans le cadre de cet accord, la Corée du Nord accepte un transfert de technologie en matière de missiles et aide l’Iran à établir une chaîne de production. En Iran, le Hwasong-5 est produit sous le nom de Shahab-1.
Les Émirats arabes unis achètent un certain nombre de missiles Hwasong-5 en 1989. Ces missiles sont retirés du service, prétendument en raison d'une qualité insatisfaisante.
En 2008, la Corée du Nord procède à un transfert de technologie avec la Birmanie. En décembre 2006, la presse sud-coréenne rapporte que Daewoo a signé un accord avec le gouvernement birman en mai 2002 pour construire une usine d'armement dans la région de Bago, pour un montant de 133,8 millions de dollars. Certains analystes estiment que cet accord prévoit la fourniture de certaines pièces destinées au développement de missiles en Birmanie. En 2014, la Chine confirme aux observateurs de l’ONU que des tiges en alliage balistiques de fabrication nord-coréenne destinées la Birmanie ont été trouvées sur un navire amarré en Chine.